# Michael Lin
Michael Lin est né à Tokyo en 1964. Actuellement il vit et travaille à Taïwan.
Il quitte très jeune Taïwan pour les États-Unis où il étudie le design. De retour en 1993, il commence à utiliser des textiles imprimés de motifs floraux issus des traditions japonaise et taïwanaise. Michael Lin en fera la base de son travail.

## L'œuvre
La peinture de Michael Lin trouve son épanouissement dans l’ornementation et la relation à l’architecture. Ses motifs géants utilisent l’espace mis à sa disposition pour se décliner sur les murs, les sols et les meubles et créer des installations qui invitent le visiteur à y pénétrer. Ses motifs floraux procèdent du décoratif, assumé comme tel. Ses fleurs acidulées surdimensionnées sont proches formellement de l'esthétique pop. Qualifiant son travail de « banal », Michael Lin explique qu’il induit une implication physique du spectateur: il s’agit moins d’une peinture à contempler que d’un espace à occuper. « Quand on regarde un tableau, on est concentré et debout, alors que la relation qui s’établit avec mes œuvres est plus physique. Elle relève plus de la relation qu’il y a entre vous et votre canapé que de celle qui peut exister entre vous et une peinture ». Son travail reflète également le climat socioculturel des années 1980 et 1990 dans un Taïwan en quête de son identité.

## Expositions
Michael Lin est intervenu dans les biennales internationales de Taipei (2000), Istanbul (2001), Venise (2001) et de Liverpool (2002). En 2002, il réalise pour le palais de Tokyo un sol peint d'environ 250 m². Il expose régulièrement en Asie, en Europe et aux États-Unis.